# Hélène Fourment
Hélène Fourment eller Helena Fourment, född 11 april 1614 i Antwerpen, död 15 juli 1673 i Bryssel, var Peter Paul Rubens andra hustru. Hon satt modell för honom ett flertal gånger.
Fourment var dotter till sidenköpmannen Daniël Fourment och Clara Stappaerts. Hon gifte sig med Rubens 1630 och paret fick fem barn.

## Bilder

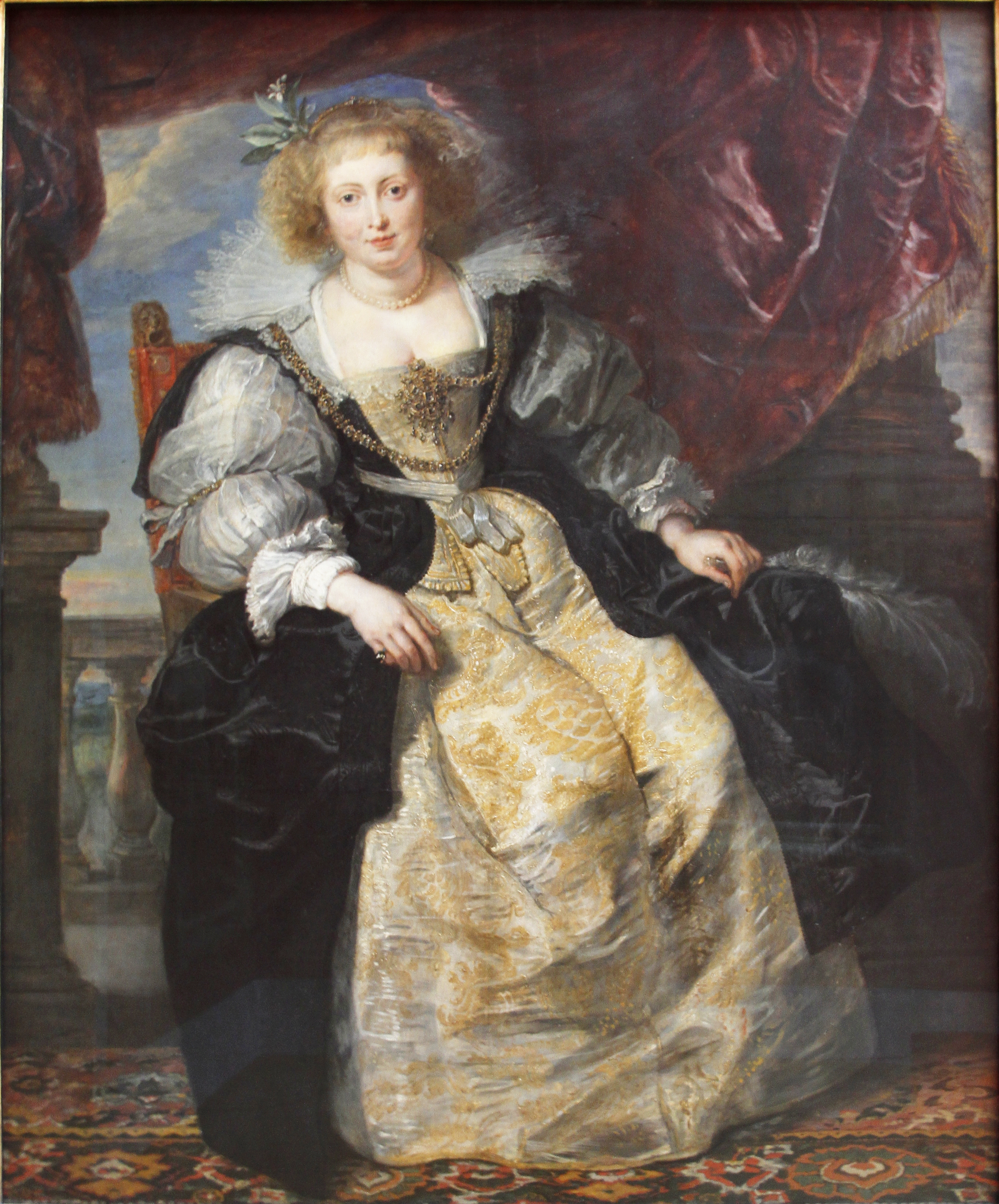
Hélène Fourment (omkring 1630).
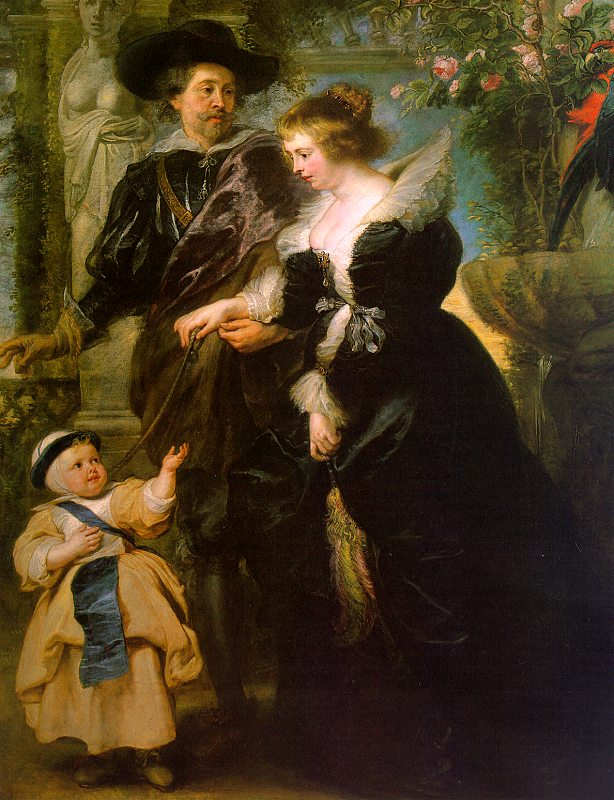
Rubens med Hélène Fourment och deras son Peter Paul (1639).
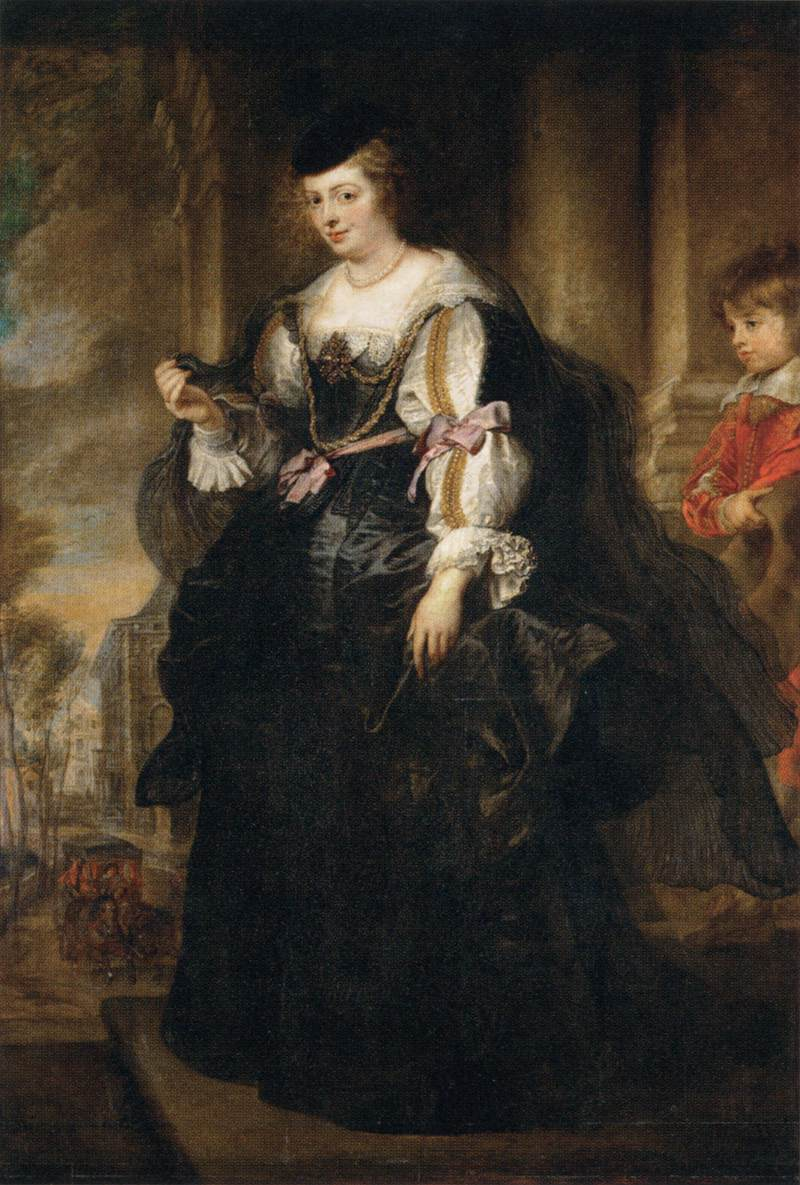
Hélène Fourment med en vagn (1639).